# Castell-Palau del Senyor (Sot de Ferrer)
La Castell-Palau del Senyor, també dit Palau del Marquès de Valdecarzana i Palau del Marquès de Bendaña, és un edifici històric ubicat a la Plaça de l'església al terme municipal de Sot de Ferrer, a la comarca valenciana de l'Alt Palància. És un Bé d'Interés Cultural.

## Descripció
La seva planta té 26 metres de longitud en la seva façana per 56 de profunditat; 24 metres coberts i 32 metres al descobert.

### Façana

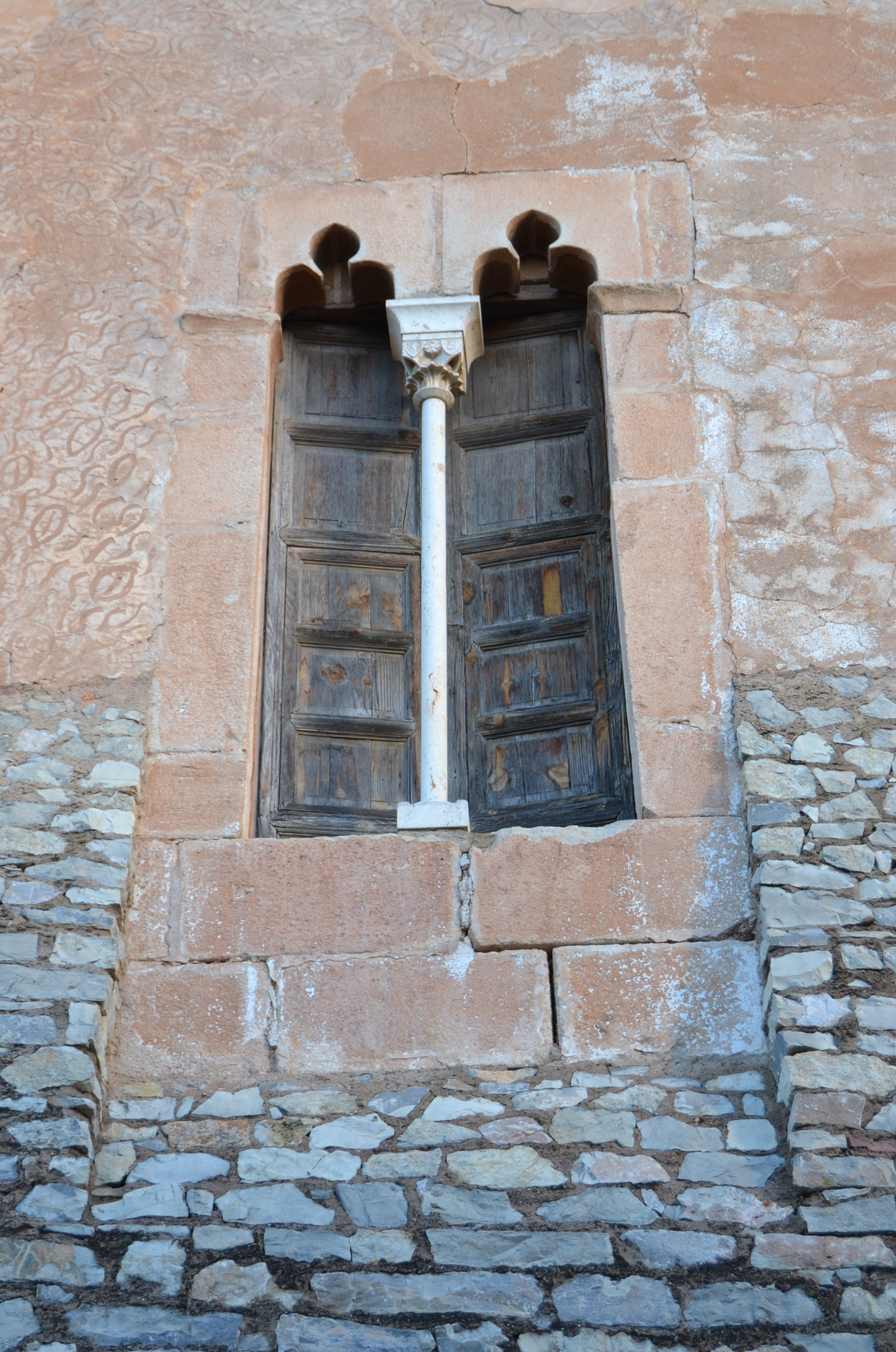
Finestra coronella a la façana del palau.

Al mur de la façana, llisa i senzilla, hi és l'única porta d'arcs de mig punt feta en grans dovelles, i en el centre de la seva part superior, entrada amb un espai en quadre que, potser en rajoles de València, qué va portar l'escut d'armes d'aquest senyoriu. Hi ha en aquesta façana tres finestres coronelles de pètrees muntants amb ogives -la de sobre de la porta amb tres trevolats–, que s'aixequen sobre les seves repises i per l'extrem superior sostenia el seu propi capitell, i aquest, les arrencades de les seves ogives.

## Planta baixa
Franquejant la seva entrada apareix la primera dependència, de volta d'arc rebaixat del segle xv, amb creueria d'arestes senzilles de l'ogival, període primari. D'igual factura és la peça que condueix a l'única escala que porta a les sales i cambres de l'entresòl i del primer pis. Entre el vestíbul d'entrada descrit i la cambra del davant, que dona l'accés al descobert, hi és el pati d'armes o de llums, i que és de planta recctàngular. A la dreta de l'entrant està l'habitació se trobava la cambra de després el sagrari quan la dependència que el segueix va ser la primitiva església o capella. Antigament, es va utilitzar aquesta habitació pels arrendataris de les possessions d'aquest senyoriu per a magatzem de garrofes, i últimament ha estat adaptada i usada pels seus successors com a almàssera.
A continuació de la capella i en la mateixa direcció, hi és la presó amb la seva porta i reixa, que donen a l'interior, l'entrada i tenebrosa llum. Després d'un espai de terreny la coberta del qual amb arc de mig punt va haver de ser edificada molt posteriorment a tot l'edifici, s'arriba a l'entrada del recinte descobert, que és un quadre tapiat de 32 per 26 metres.
Al costat esquerre entrant des de la plaça a aquest palau, està la dependència que dona l'accés a l'escala. Segueix l'espai que va servir de base a la torre palatina, els seus quatre costats són iguals, amb tres finestres cadascun, rematades per un capitell, sobresortia per damunt de la teulada general de l'edifici set metres, dominant el panorama. L'any 1925, per motius d'amenaça de ruïna, va ser derruïda amb permís de la propietària senyora Maria Dominga Queralt i Queralt, comtessa de Santa Coloma i baronessa d'aquest senyoriu.
Continua l'entrada a l'almàssera o molí d'oli, espaiosa i amb tots els menesters necessaris per extreure oli. Després de l'almàssera, l'espai d'accés al descobert, i que serveix per a animals domèstics. Al recinte davant les escales, portes a l'estable i baixes dependències.

### Planta principal

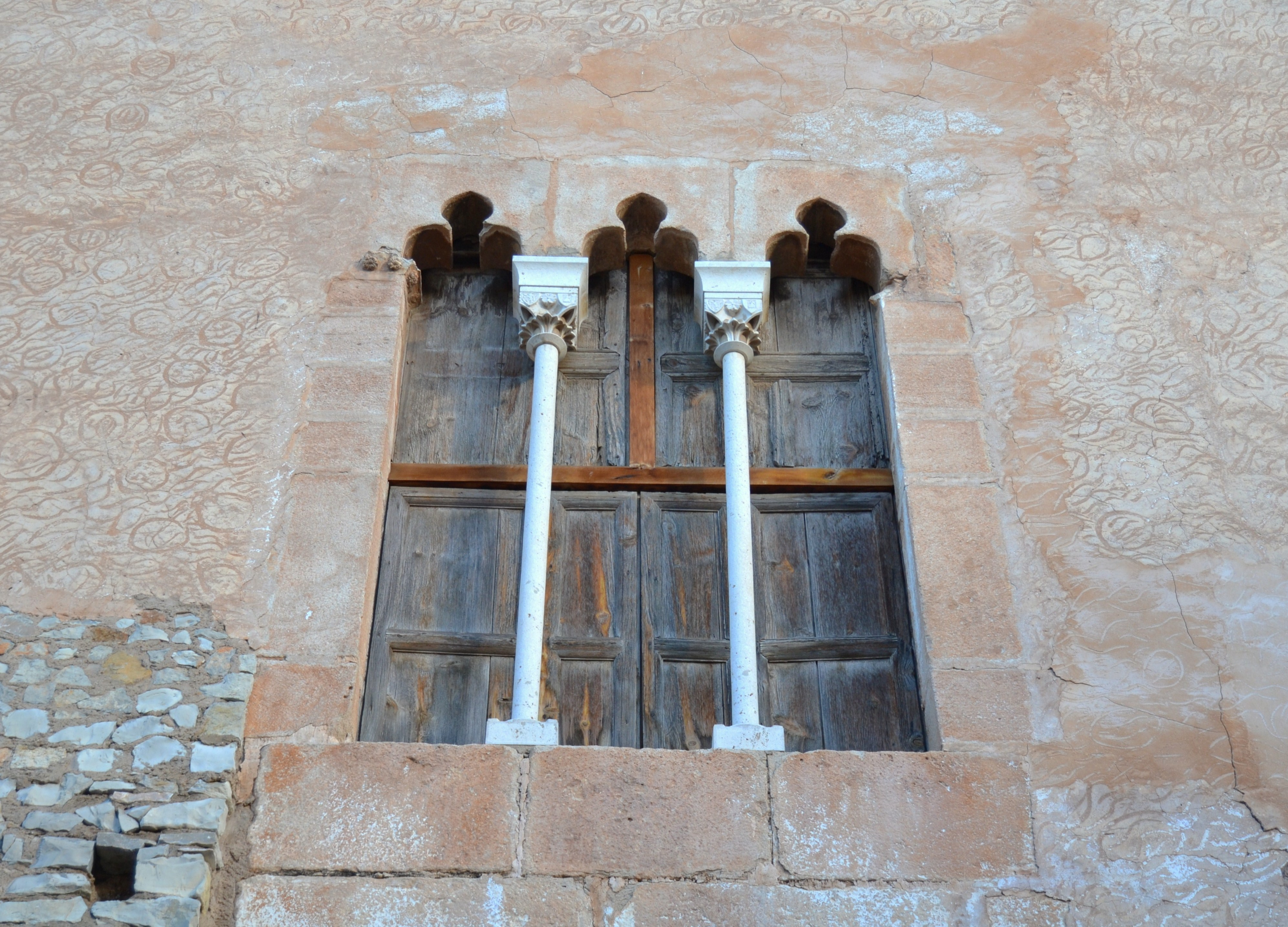
Finestra trífora a la part exterior del saló de «Territorials»

Presa l'escala en els seus dos trams, s'accedeix a les cambres de l'entresòl. S'arriba al pis principal, format per amplis i severs departaments segons el caràcter dels seus habitants i de l'època, amb marcs i finestres d'arcs ogivals, rodons, conopials.
La cambra principal és el saló de «Territorials», amb el seu teginat i escut dels «Ferrer i Robles», senyors de Sot al segle xv. La seva xemeneia gòtico-conopial, amb l'escut d'armes en relleu –tres bandes generals diagonals dels «Ferrer de Mallorca i de València»– i els seus pedrissos de pedra a tots dos costats dels finestrals trífores. S'arriba a la gelosia-tribuna que dona vistes l'altar major de l'actual església parroquial.

### Segona planta
Ja en el segon pis, es troba el terrat, al que es puja per l'escala espiral de la desapareguda torre. Les seves dependències a penes han estat usades. Una d'elles rep la llum per una sèrie de nou finestres iguals, d'arc ogival rebaixat, obertes en la mateixa línia del mur que dona al descobert de l'actual església.